# Xã Buck, Quận Luzerne, Pennsylvania
Xã Buck (tiếng Anh: Buck Township) là một xã thuộc quận Luzerne, tiểu bang Pennsylvania, Hoa Kỳ. Năm 2010, dân số của xã này là 435 người.